# Cranistus canotus
Cranistus canotus är en insektsart som först beskrevs av Henri Saussure 1878.  Cranistus canotus ingår i släktet Cranistus och familjen syrsor. Inga underarter finns listade i Catalogue of Life.